# Мошняги
Мошня́ги — село у складі Балтської міської громади у Подільському районі, Одеська область. Раніше було підпорядковано Оленівській сільській раді.
Розташоване за 10 км від центру громади — міста Балта. На півдні межує з селом Семено-Карпівка, на сході з селом Мирони, на півночі з селом Оленівка та на заході з селом Кармалюківка.

## Історія
Назва походить виводять від молдовського слова «мошняг» — шанований старець. За адміністративними поділами — з 16 сторіччя Брацлавський повіт, з 19 сторіччя Балтський повіт, 20 сторіччя Балтський район. 
7 (20) листопада 1917 року, відповідно до Третього Універсалу Української Центральної Ради, увійшло до складу Української Народної Республіки.
До 1923 року село було центром Мошнягської волості.
Під час конфіскації землі у селян, що офіційно називалась колективізацією, в селі утворилось 5 колгоспів. Головою одного з них був Мясковський Василь Юхимович. Під час організованого радянською владою Голодомору 1932—1933 років померло щонайменше 10 жителів села. Про заниження цих данних свідчить той факт, що навіть у цього голови колгоспу діти пухли з голоду, а батько - Мясковський Юхим Андрійович 1879 року народження, що проживав разом з сином, у 1933 році помер з голоду (Швець В. Т. Розплата за поразку. -.газета День. - 2011. - № 215 - 216. - 25 - 26 листопада. https://day.kyiv.ua/uk/article/ukrayina-incognita/rozplata-za-porazku [Архівовано 28 липня 2021 у Wayback Machine.]).
У часи Другої світової війни село потрапило у зону румунської окупації. У 1941 році через село проїхав німецький підрозділ на мотоциклах. Під час короткої зупинки у центрі села його зустріли хлібом і сіллю (Швець В. Т. Рабство ХХ століття. Українське село у Другій світовій війні. - День. - 2013. - № 110. - 27 червня. https://day.kyiv.ua/uk/article/ukrayina-incognita/rabstvo-hh-stolittya).
Про ставлення селян до німців свідчить розповідь Мясковського Василя Юхимовича. Радянська армія наступала. Ось-ось вона мала зайняти село. Готуючись до відступу німці влаштували на городі Василя Юхимовича кулеметне гніздо. Воно мало прикривати село з боку дороги, що вела повз садибу до станції Борщі. Був мабуть кінець березня 1944 року. На дворі вогко і зимно, кулеметник - літній німець. З хати було видно, наскільки йому було незатишно у кулеметному гнізді. Прийшов час обіду, а у німця крім сухого пайка нічого не було. Василю Юхимовичу стало шкода німця. Він закликав його до хати, нагодував українським борщем і дав можливість обігрітись. З вікна хати дорогу було видно не гірше, ніж з окопу. Під вечір німці залишили село.
Напередодні приходу радянської армії у селі з'явилось підпілля. Воно кладалось з декількох озброєних колишніх партійних і колгоспних активістів. Зброю з лісу кіньми возив до села Швець Євген Петрович. Йому було років 30. В перші тижні війни він був мобілізований до радянського війська. За кілька днів потрапив у полон і був відпущений німцями додому. Цікаво, що його батько Швець Петро Іванович до 1920 року воював проти більшовиків. В роки голодомору родина втратила четверо дітей. Жодних акцій це підпілля в селі не провело, але в сусідньому селі Оленівці аналогічне підпілля в центрі села вбило німецького офіцера і частин села німцями була спалена.
12 червня 2020 року, відповідно до Розпорядження Кабінету Міністрів України від № 724-р «Про визначення адміністративних центрів та затвердження територій територіальних громад Одеської області», увійшло до складу Балтської міської територіальної громади.
19 липня 2020 року, в результаті адміністративно-територіальної реформи і ліквідації Балтського району, село увійшло до складу новоутвореного Подільського району.

## Населення

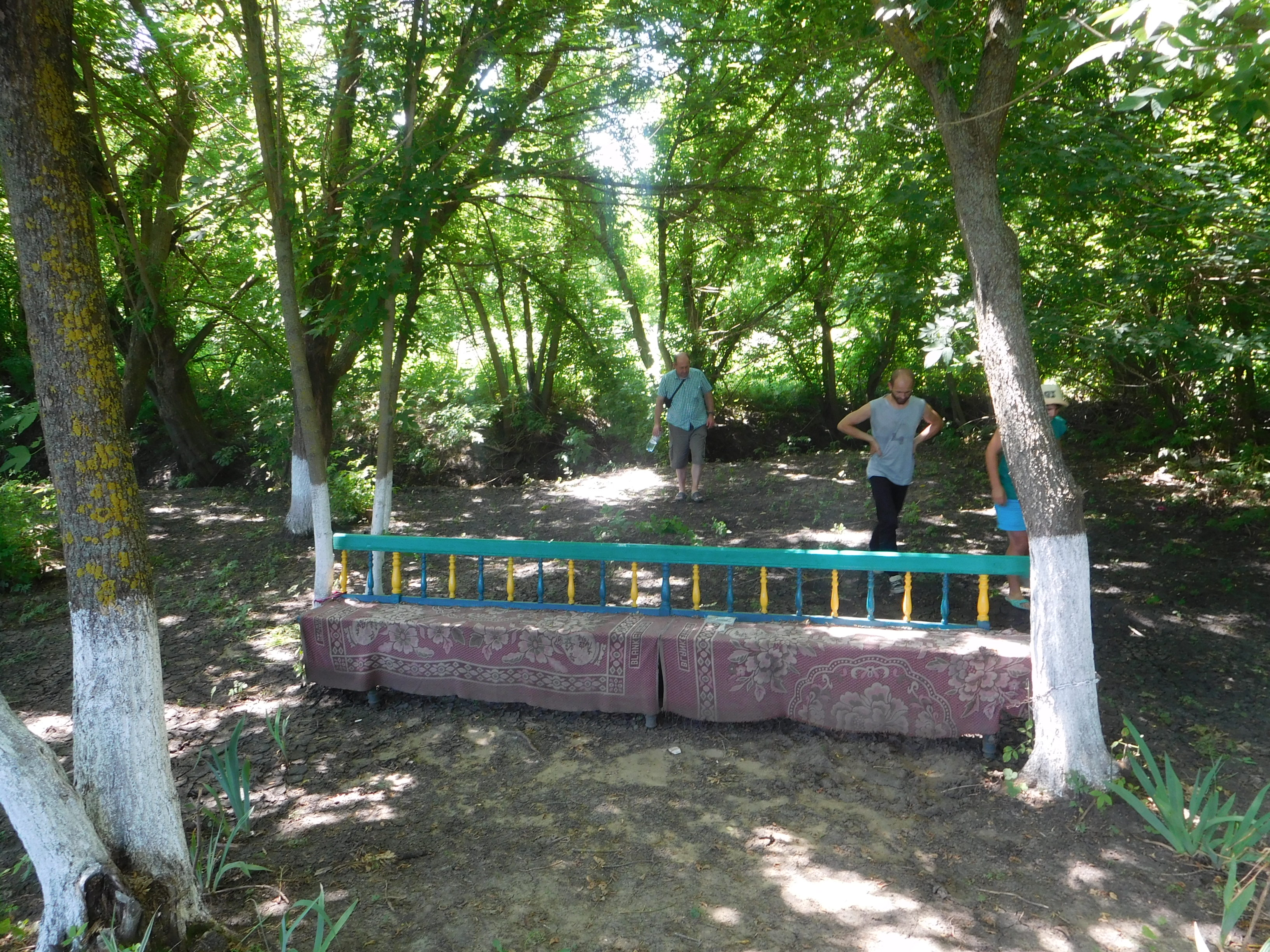
Місце для відпочинку на березі річки Кодима

Згідно з переписом 1989 року населення села становило 368 осіб, з яких 138 чоловіків та 230 жінок.
За переписом населення 2001 року в селі мешкало 249 осіб.
Певне уявлення про динаміку змін населення села на початку двадцятого століття дають дані з церковної реєстраційної книги Богоявленської церкви. Священника цієї церкви було вбито у 1918 році (Швец В. Т. Сталінська епоха і геноцид українців. - Народний оглядач. щоденна газета неофіційної інформації, настроїв і громадської думки. - sd.org.ua. - 2019. - 1 лютого.
https://www.ar25.org/article/stalinska-epoha-i-genocyd-ukrayinciv.html-0)
| Рік  | Народилось | Померло | Одружилось |
| 1907 | 48         | 34      | 5          |
| 1908 | 72         | 19      | 7          |
| 1909 | 29         | 30      | 16         |
| 1910 | 30         | 21      | 5          |
| 1911 | 60         | 24      | 10         |
| 1912 | 42         | 23      | 5          |
| 1913 | 34         | 24      | 7          |
| 1914 | 46         | 40      | 12         |
| 1915 | 41         | 30      | 3          |
| 1916 | 30         | 14      | 6          |
| 1917 | 13         | 26      | 24         |
| 1918 | 57         | 34      | 17         |

Після руйнування церкви, орієнтовно у 1921 році, систематичні дані про народжуваність і смертність відсутні. Реєстраційні книги радянської влади з 1926 року по 1932 рік в архівах були знищені, щоб приховати наслідки репресій проти селянства, включно з голодомором. Немаає записів і за передвоєнні роки. За тими даними, що залишились щодо віку померлих (це і церковні записи, і радянські) можна отримати уявлення про середню тривалість життя у селі. З 1907 року по 1921 рік - це церковні дані. Решта - радянські.
| Рік                      | 1908 | 1909 | 1910 | 1911 | 1912 | 1913 | 1914 | 1915 | 1916 | 1917 |
| Середня тривалість життя | 11   | 23   | 18   | 23   | 18   | 17   | 23   | 20   | 36   | 31   |

| Рік                      | 1918 | 1919 | 1920 | 1921 | 1924 | 1926 | 1933 | 1934 |
| Середня тривалість життя | 36   | 42   | 31   | 30   | 18   | 23   | 30   | 22   |

Видно, що найвищої тривалості життя досягло у селі у 1919 році, коли у селі не було жодної влади: ні царської. ні радянської. Середня тривалість життя за 5 років перед приходом радянської влади складала 35.2 років. За 5 років радянської влади лише 24.6 років. Це якщо не брати до уваги, що більшість реєстраційних книг була знишена, мабуть через їх невеселий для радянської влади зміст.
З моменту заснування Мошняги мали суттєву складову польського населення. Це була переважно середня і, особливо, дрібна шляхта, так звані однодворці. Нижче наведені їх прізвища:
1.Левандовський Іван - дворянин, поміщик (1853),
2.Матковський Олександр - дворянин, поміщик  (1853),
3.Янковський ... - дворянин, поміщик  (1853),
4.Березовський Стефан - дворянин (1858).
5.Браневський ... - дворянин (1863).
6.Березовська Лисавета - дворянка (1858).
7.Волянский Аполоній - дворянин (1876).
8.Козловська Юзиф - дворянка (1871).
9.Конечний Андрій - дворянин, пруссько-підданий (1871).
10.Левандовський Адам - дворянин (1849 рік).
11.Левандовський Йосип - дворянин (1859 рік).
12.Левандовський Стефан - дворянин (1879 рік).
13.Михальська Людвига - дворянка (1871).
14.Млодзиковська Наталія - дворянка (1854).
15.Муцкерова Павлина - дворянка (1853).
16.Нарушевич Олександр - дворянин (1853).
17.Натер... Францишка - дворянка (1849).
18.Островський Стефан - дворянин (1863).
19.Павловський ... - дворянин (1853).
20.Рудницька ... - дворянка (1863).
21.Савицька Францишка - дворянка (1849).
22.Савицька Ядвіга - дворянка (1863).
23.Седлецька Доміціана - дворянка (1879).
24.Шиманський Іван - дворянин (1861).
Однодворці: Ковальський Марін, Матковський Кирил, Матковська Тереза, Борщинський Іван, Левандовська Соломія, Сохоцький Фелікс, Яворська Домінікель, Седлецький Михайло, Поросятчинська Решна, Створжицький Іван, Савицька Марасена, Седлецький Ілля, Седлецька Олександра, Вигуржинський Карл, Матковська Тулія, Любеницький Семен, Пурцинська Олександра, Люцкович Іван, Квасневська Євдокія, Породзинський ..., Янковська ..., Верцишинський Іван, Портезинський Павло, Янковська Францишка, Седлецький Ілля, Валецька Олександра, Луцковичев Іван, Кваснецька Евелина, Островський Мартин, Ковальська Г..., Лопушанський Йосип, Сохоцька Вероніка, Валецький Ілля, Валецька Олександра, Завальський ..., Завальська ..., Плазинський Іван, Плазинська Софія, Седлецький Ярема, Михайловська Варвара, Заянчуковський Петро, Матковська Юлія, Крушинський ..., Крушинська ..., Завальський ..., Марцинковська ..., Ковальська Олександра, Жулевичев Антоній, Корчаковська Маріана, Волянський Олександр, Крушельницька Кароліна, Любинський Йосип, Савицька Марія.
Крім того у 19 сторіччі в селі проживали 2 підданих Франції, і 4 — Пруссії та три відставних унтер офіцери: Багницький ..., Новинський Антоній, Мясковський Яків Олексійович.
Отже, культурний і інтелектуальний потенціал села Мошняги у 19 сторіччі був доволі високим. Загальна чисельність тодішнього населення села наразі невідома, але попри наведені польські прізвища, більшість населення складали українські селяни.

### Мова
Розподіл населення за рідною мовою за даними перепису 2001 року:
| Мова       | Відсоток |
| ---------- | -------- |
| українська | 94,82 %  |
| російська  | 5,18 %   |

## Визначні пам'ятки
Церква Святого Іоана Богослова засновано у 1750-ті роки. Греко-католицька церква святого мученика Олександра — дерев'яна, подібна до хати, перетворена на православну церкву святого Іоана Богослова у 1794 року. В 1828 році була закрита через ветхість. Нова церква була збудована в 1824–1833 роках в центрі села — цегляна хрещата одноверха, крита залізом. В 1888 році прибудовано 2 приділи. Церква не збереглась. Була зруйнована радянською владою. Проте в Одеському обласному архіві збереглись церковні реєстраційні книги.

## Відомі люди
Уродженцем села є Білоус Кирило Герасимович (1925—1997) — повний кавалер ордена Слави.
Статті в пресі, де згадуються с. Мошняги:
1.Валерій Швець. ЧОМУ ГОЛОДОМОР СТАВ МОЖЛИВИМ? (Нація і Держава - 3 грудня 2015 р.) https://valeriyshvetsscience.blogspot.com/2024/10/3-2015.html
2.Валерій Швець. ЧОМУ ГОЛОДОМОР СТАВ МОЖЛИВИМ? (Інформаційно-аналітична газета Контраст, жовтня 03, 2024)  https://valeriyshvetsscience.blogspot.com/2024/10/blog-post_3.html
3.Валерій Швець. 1933-й. Чому? (Чорноморські новини - 2020 рік / № 72 (22190) четвер 17 вересня 2020 року)  https://valeriyshvetsscience.blogspot.com/2024/09/1933-2020-72-22190-17-2020.html
4.Валерій Швець. 1933-й. Чому? (Чорноморські новини - 2020 рік / № 74 (22192) четвер 24 вересня 2020 року)  https://valeriyshvetsscience.blogspot.com/2024/09/1933-2020-74-22192-24-2020.html
5.Валерій Швець. Село як дзеркало епох, або Що я вичитав між рядками родоводу (Чорноморські новини - 2019 рік / № 7 (22026) субота 26 січня 2019 року)  https://valeriyshvetsscience.blogspot.com/2024/09/2019-7-22026-26-2019.html
6.Валерій Швець. Село як дзеркало епох, або Що я вичитав між рядками родоводу (Чорноморські новини - 2019 рік / № 8 (22027) четвер 31 січня 2019 року)  https://valeriyshvetsscience.blogspot.com/2024/09/2019-8-22027-31-2019.html
7.Валерій Швець. Чому Голодомор став можливим? (Чорноморські новини - 2015 рік / № 94 (21666) четвер 26 листопада 2015 року)  https://valeriyshvetsscience.blogspot.com/2024/09/2015-94-21666-26-2015.html
8.Валерій Швець. Чому Голодомор став можливим? (Чорноморські новини - 2015 рік / № 95 (21667) субота 28 листопада 2015 року)  https://valeriyshvetsscience.blogspot.com/2024/09/2015-95-21667-28-2015.html
9.Валерій Швець. Рабство ХХ сторіччя. Українське село у Другій світовій війні (День - №: №110, (2013))  https://valeriyshvetsscience.blogspot.com/2024/08/110-2013.html
10.Валерій Швець. Українське село у Другій світовій війні (Чорноморські новини - 2013 рік / № 50 (21418) субота 22 червня 2013 року)  https://valeriyshvetsscience.blogspot.com/2024/08/2013-50-21418-22-2013.html
11.Валерій Швець. Українське село у Другій світовій війні (Чорноморські новини - 2013 рік / № 51 (21419) четвер 27 червня 2013 року, продовження)  https://valeriyshvetsscience.blogspot.com/2024/08/2013-51-21419-27-2013.html
12.Валерій Швець. Числовий вимір геноциду українців (Сурма -№ 26 (107) —28.06.2024, Сан-Франциско, США)  https://valeriyshvetsscience.blogspot.com/2024/08/26-107-28062024.html